# Lophuromys ansorgei
Lophuromys ansorgei is een knaagdier uit het geslacht Lophuromys dat voorkomt van Oeganda tot West-Kenia en Noord-Tanzania en aan de benedenloop van de Kongo in het westen van de Democratische Republiek Congo en mogelijk het zuiden van Kameroen. Het is mogelijk dat deze populaties relicten zijn van een eens veel grotere verspreiding. Deze soort behoort tot het ondergeslacht Lophuromys en is daarbinnen verwant aan L. sikapusi; tot 1997 werden populaties van L. ansorgei tot L. sikapusi gerekend. De schedellengte bedraagt 30,50 tot 34,40 mm, de kop-romplengte 100 tot 159 mm, de staartlengte 49 tot 91 mm, de achtervoetlengte 20 tot 26 mm en het gewicht 43 tot 104 g.